# Путешествие в Реймс
«Путешествие в Реймс» (полное название «Путешествие в Реймс, или Гостиница „Золотая лилия“», итал. Il viaggio a Reims, ossia L'albergo del giglio d'oro, фр. Le voyage à Reims, ou l'Hôtel du Lys-d'Or) — одноактная опера (авторское определение жанра — «сценическая кантата») Джоакино Россини. Либретто Луиджи Балокки по мотивам романа Мадам де Сталь «Коринна, или Италия» (1807).
Премьера состоялась в Париже в Итальянском театре, 19 июня 1825 года.

## История создания и постановок

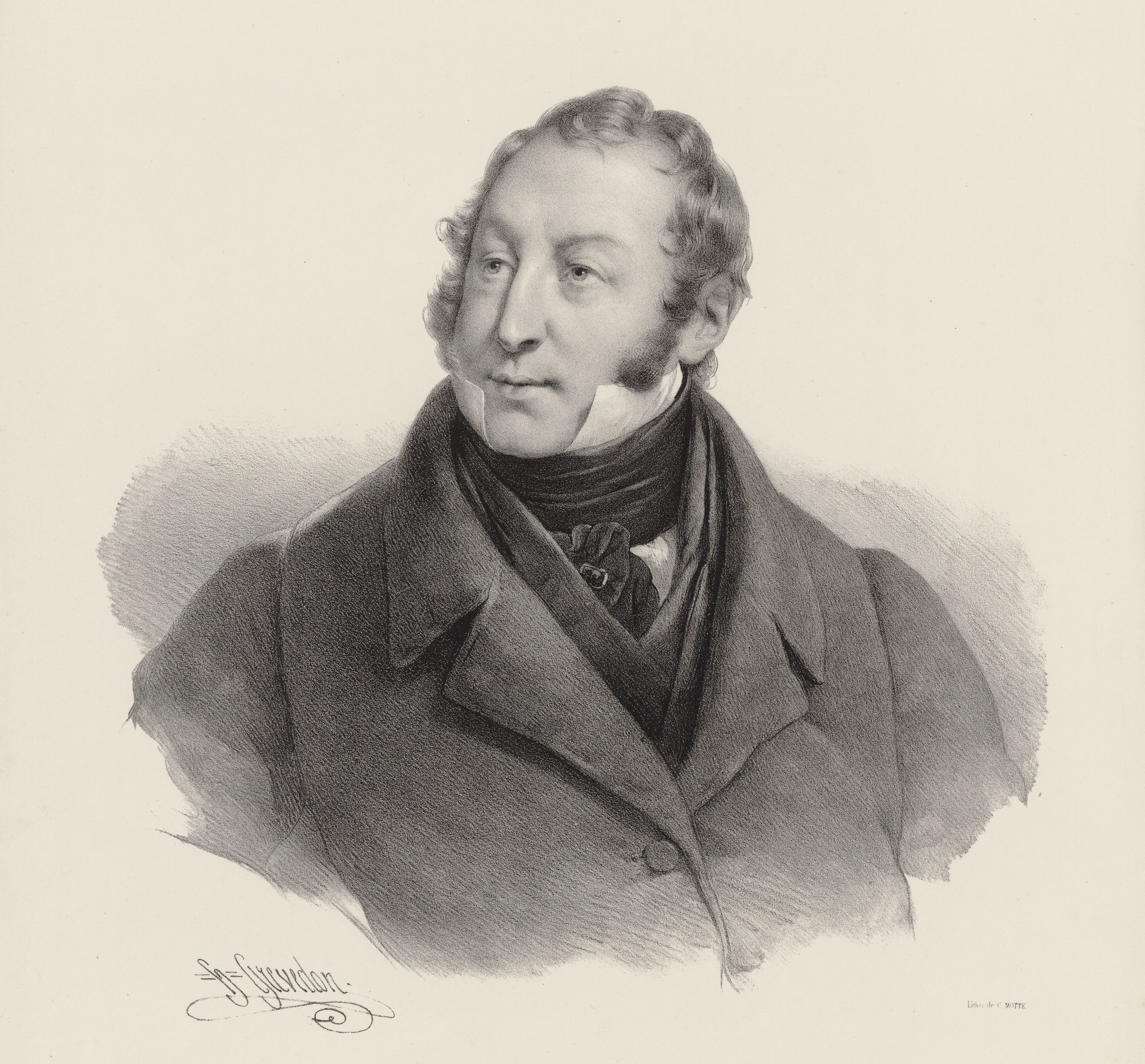
Джоакино Россини

Опера была написана по случаю коронации короля Франции Карла X. Премьера состоялась в Париже в Итальянском театре 19 июня 1825 года в присутствии короля (спустя три недели после коронации, которая состоялась 28 мая). Партию Коринны пела Джудитта Паста. Несмотря на то, что в прессе были отмечены музыкальные достоинства оперы, успеха у публики она не имела.
Поскольку опера была написана для особого случая и носила прославляющий характер, она не смогла найти своё место в репертуаре, и Россини забрал партитуру из театра. Впоследствии он использовал большую часть музыки для другой своей оперы «Граф Ори». Таким образом, о «Путешествии в Реймс» ничего не было слышно до 1977 года, когда в библиотеке Консерватории Св. Цецилии в Риме не обнаружили «новые» фрагменты партитуры, которые не были известны по «Графу Ори».
При поддержке «Общества Россини» в городе Пезаро, музыковеды Дженет Джонсон и Филип Госсетт восстановили и опубликовали партитуру оперы. «Путешествие в Реймс» было представлено на фестивале Россини (Rossini Opera Festival) в Пезаро 18 августа 1984 года в постановке режиссёра Луки Ронкони, дирижировал Клаудио Аббадо. В спектакле были заняты такие певцы, как Чечилия Газдия, Лючия Валентини Террани, Лелла Куберли, Катя Риччарелли, Сэмюел Рэйми, Руджеро Раймонди, Энцо Дара, Лео Нуччи.
С тех пор опера была поставлена во многих оперных театрах мира.

## Действующие лица

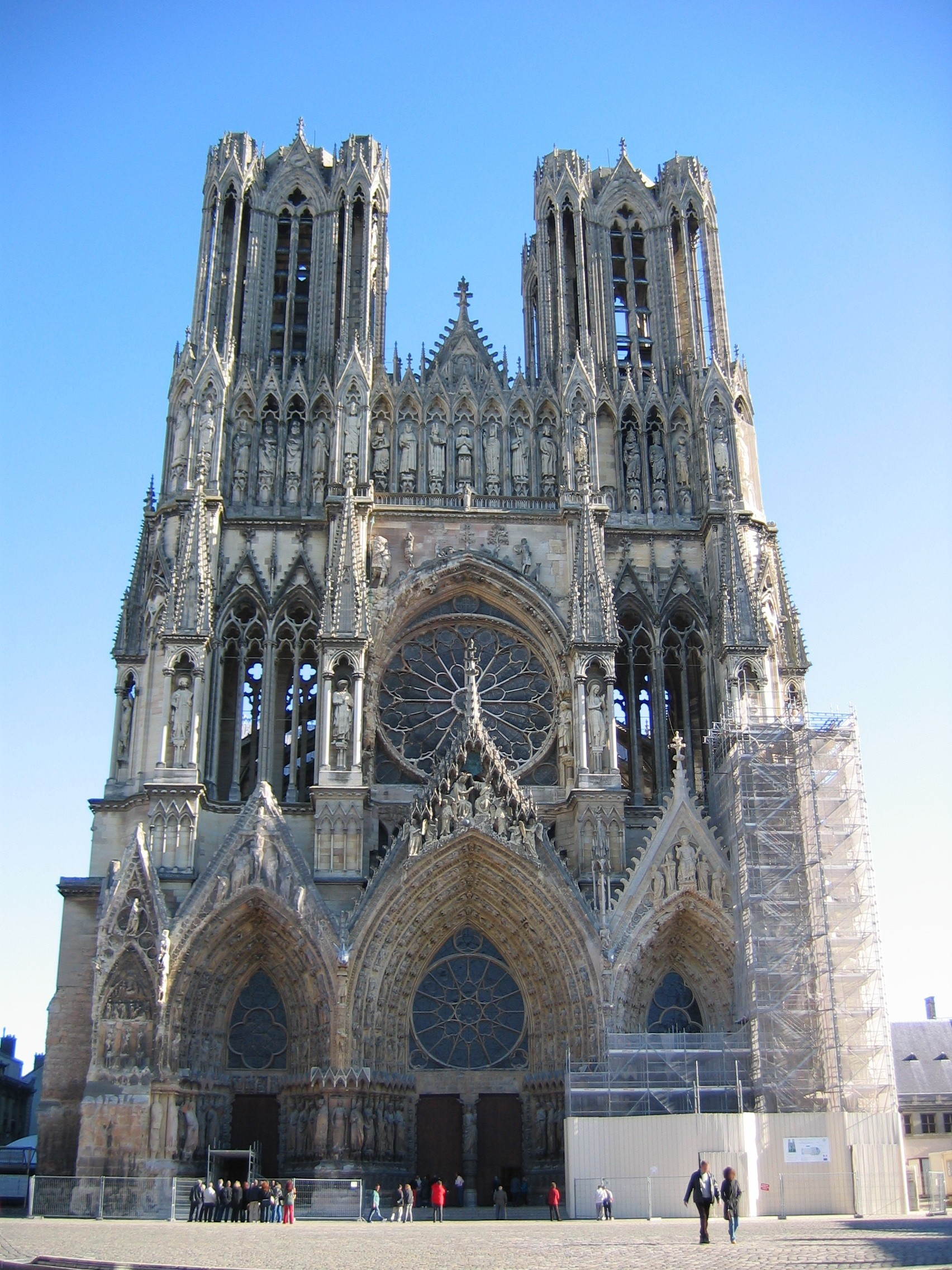
Реймсский собор, место коронации французских королей

| Партия | Голос         | Исполнитель на премьере 19 июня 1825 Дирижёр: Джоакино Россини |
| --- | ------------- | -------------------------------------------------------------- |
| Коринна — известная римская поэтесса-импровизатор                                                            | сопрано       | Джудитта Паста                                                 |
| Мелибея — польская маркиза, вдова итальянского генерала                                                      | контральто    | Аделаида Скьязетти                                             |
| Графиня де Фольвиль — молодая вдова, помешана на моде                                                        | сопрано       | Лаура Чинти-Даморо                                             |
| Мадам Кортезе — владелица гостиницы на водах                                                                 | сопрано       | Эстер Момбелли                                                 |
| Кавалер Бельфьоре — молодой французский офицер, ухаживает за всеми дамами и особенно за графиней де Фольвиль | тенор         | Доменико Донцелли                                              |
| Граф Либенскоф — русский генерал, влюблён в маркизу Мелибею и очень ревнив                                   | тенор         | Марко Бордоньи                                                 |
| Лорд Сидней — английский полковник, тайно влюблён в Коринну                                                  | бас           | Карло Дзуччелли                                                |
| Дон Профондо — литератор, друг Коринны, член разных академий и коллекционер антиквариата                     | бас           | Феличе Пеллегрини                                              |
| Барон Тромбонок — немецкий офицер, меломан                                                                   | бас           | Винченцо Грациани                                              |
| Дон Альваро — испанский генерал, влюблён в маркизу Малибею                                                   | бас           | Николя Левассёр                                                |
| Дон Пруденцио — курортный врач                                                                               | бас           | Луиджи Профети                                                 |
| Дон Луиджино — кузен графини Фольвиль                                                                        | тенор         | Пьеро Скудо                                                    |
| Делия — сирота, гречанка, сопровождает Коринну в поездке                                                     | сопрано       | Мария Амиго                                                    |
| Маддалена — управляющая гостиницей                                                                           | меццо-сопрано | Катерина Росси                                                 |
| Модестина — служанка графини Фольвиль, медлительная и рассеянная                                             | меццо-сопрано | Мариетта Дотти                                                 |
| Дзефирино — курьер                                                                                           | тенор         | Джованола                                                      |
| Антонио — мажордом                                                                                           | бас           | Олетта                                                         |
| Джельсомино — слуга                                                                                          | тенор         | Трево                                                          |
| Хор, балет                                                                                                   |               |                                                                |

## Краткое содержание

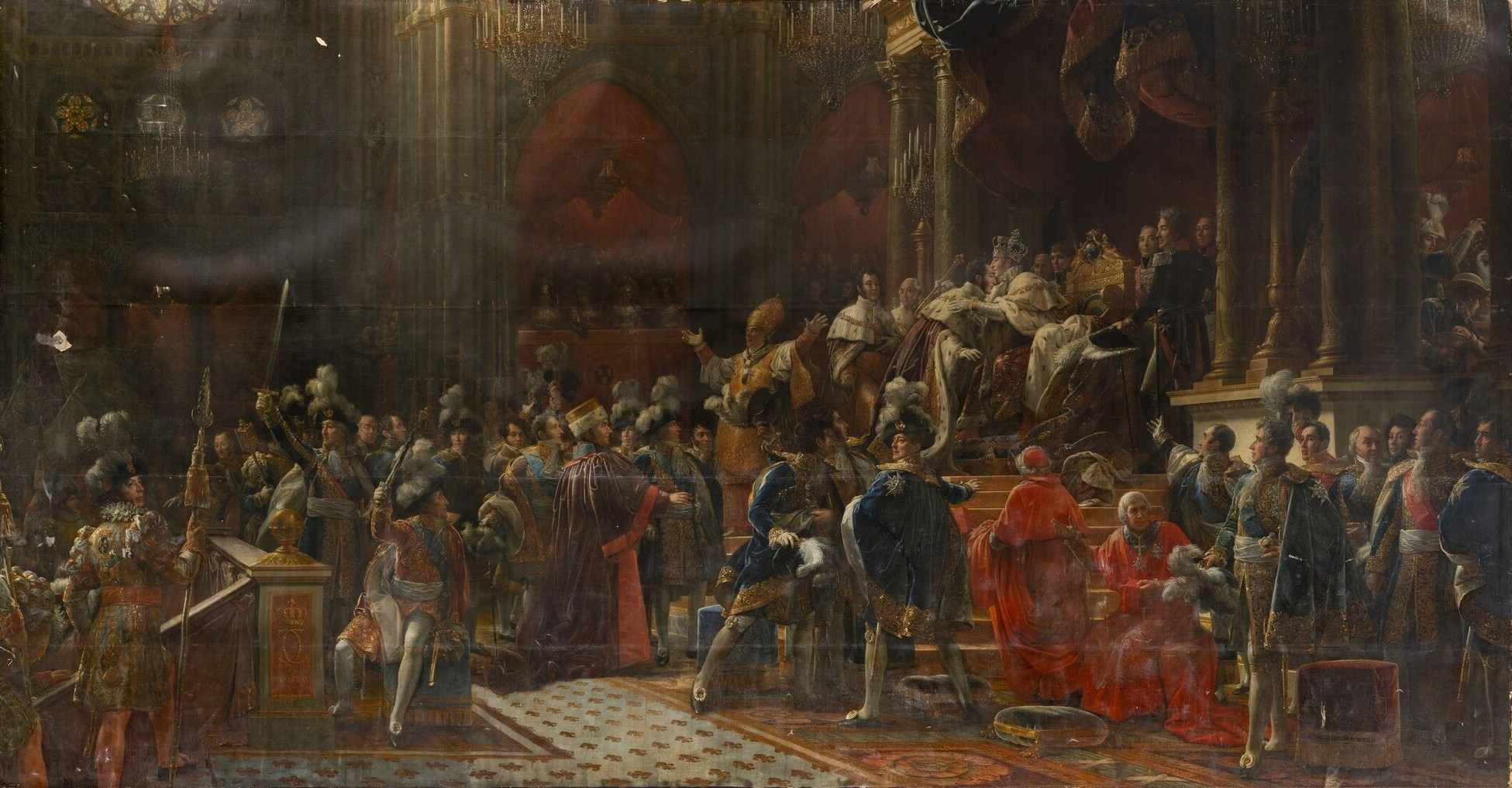
Франсуа Жерар. Коронация Карла X (1825)

Многочисленные аристократы съехались из разных стран в гостиницу «Золотая лилия», чтобы затем продолжить путь в Реймс — на коронацию нового короля Франции. Все они — колоритные забавные персонажи, с которыми в гостинице происходят различные комичные истории. После многих перипетий выясняется, что ехать дальше невозможно (нигде нет лошадей), и в Реймс никто из них не попадёт. Тогда путешественники решают на месте почтить нового монарха гимнами, каждый должен исполнить произведение в духе своей страны. Поскольку среди них — по одному-два представителя от Италии, Франции, Германии, России, Польши, Испании, Англии, гимны звучат как единое поздравление Карлу X от всей Европы.

## Музыкальные номера
- Di vaghi raggi adorno — Ария Мадам Кортезе
- Partir, oh ciel! desio — Ария графини Фольвиль
- Non pavento alcun periglio — Секстет
- Arpa gentil, che fida, — Романс Коринны
- Invan strappar dal core — Ария лорда Сиднея
- Nel suo divin sembiante — Дуэт Коринны и Бельфьоре
- Medaglie incomparabili — Ария дона Профондо
- Ah! a tal colpo inaspettato — Ансамбль на 14 голосов
- D’alma celeste — Дуэт Либенскофа и Мелибеи
- All’ombra amena del Giglio d’or — Импровизация Коринны